# Eugen Sänger
Eugen Sänger (22 de septiembre de 1905-10 de febrero de 1964) fue un ingeniero aeroespacial austríaco, conocido por sus contribuciones a las tecnologías de los fuselajes sustentadores y de los estatorreactores.

## Carrera temprana
Sänger nació en 1905 en la antigua ciudad minera de Preßnitz (Přísečnice), cerca de Chomutov en Bohemia, por entonces parte del Imperio austrohúngaro. Estudió ingeniería civil en las Universidades Técnicas de Graz y Viena. Siendo estudiante, leyó el libro de Hermann Oberth titulado Die Rakete zu den Planetenräumen ("Al Espacio Planetario en Cohete"), que le inspiró para cambiar sus estudios de ingeniería civil por los de aeronáutica. También se unió al movimiento de cohetes para aficionados de Alemania, el Verein für Raumschiffahrt (VfR – "Sociedad para el Viaje Espacial"), que giraba alrededor de Oberth.
En 1932 Sänger pasó a ser miembro de la policía nacional socialista, las SS, y también estaba afiliado al Partido Nacionalsocialista Obrero Alemán.
Sänger propuso el vuelo propulsado por cohetes como tema de su tesis, pero fue rechazado por la universidad por considerarlo demasiado fantasioso. Pudo graduarse cuando presentó un trabajo mucho más convencional sobre la estática de los fustes de ala. Sänger publicaría más tarde su tesis rechazada bajo el título Raketenflugtechnik ("Ingeniería del Vuelo del Cohete") en 1933. En 1935 y 1936, publicó artículos acerca del vuelo propulsado por cohetes para la revista austriaca Flug ("Vuelo"). Estos artículos atrajeron la atención del Reichsluftfahrtministerium (RLM, o "Ministerio de Aviación del Reich") que vio en las ideas de Sänger una manera potencial para cumplir el objetivo de construir un bombardero que pudiese atacar los Estados Unidos desde Alemania (el proyecto de bombardero Amerika). El RLM le asignó a un instituto de investigación cercano a Brunswick y también construyó una planta de oxígeno líquido y una instalación de pruebas para un motor de 100 toneladas de empuje. La contratación de Sänger contó con la oposición de Wernher von Braun, que pensaba que se estaba duplicando su propio trabajo, y que pudo haber visto en el austríaco una amenaza a su dominio en el campo de los cohetes.

## Concepto de bombardero suborbital
Sänger acordó dirigir un equipo de desarrollo de cohetes en la región de Lüneburger Heide en 1936. Gradualmente concibió una especie de trineo propulsado por cohetes; que lanzaría un bombardero, que con sus propios motores cohete, alcanzaría el límite del espacio; y desde allí saltaría a través de la atmósfera superior, sin llegar a entrar en órbita, pero siendo capaz de cubrir grandes distancias en una serie de saltos suborbitales. Este notable diseño se denominó Silbervogel ("Pájaro de Plata"). Estaba basado en el diseño de su fuselaje de efecto sustentador, capaz de elevarlo hasta su trayectoria suborbital. Sänger fue asistido en este diseño por la matemática Irene Bredt, con quien se casó en 1951. Sänger también diseñó los motores cohete que utilizaría el Silverbogel, con un empuje de 1 meganewton (225,000 libras). En este diseño, fue uno de los primeros en sugerir la utilización del combustible del cohete como medio de enfriar el motor, haciéndolo circular alrededor de la tobera del cohete antes de su ignición en el motor.
Hacia 1942, el Ministerio del Aire del Reich canceló este proyecto al igual que otros diseños más ambiciosos y teóricos, concentrándose en tecnologías más probadas. Sänger fue enviado a trabajar para el Deutsche Forschungsanstalt für Segelflug (DFS, o "Instituto Alemán de Investigaciones para el planeador de vuelo"). Allí  realizó un importante trabajo en la tecnología de los estatorreactores, trabajando en proyectos como el interceptor Skoda-Kauba Sk P.14 hasta el fin de la Segunda Guerra Mundial.

## Postguerra

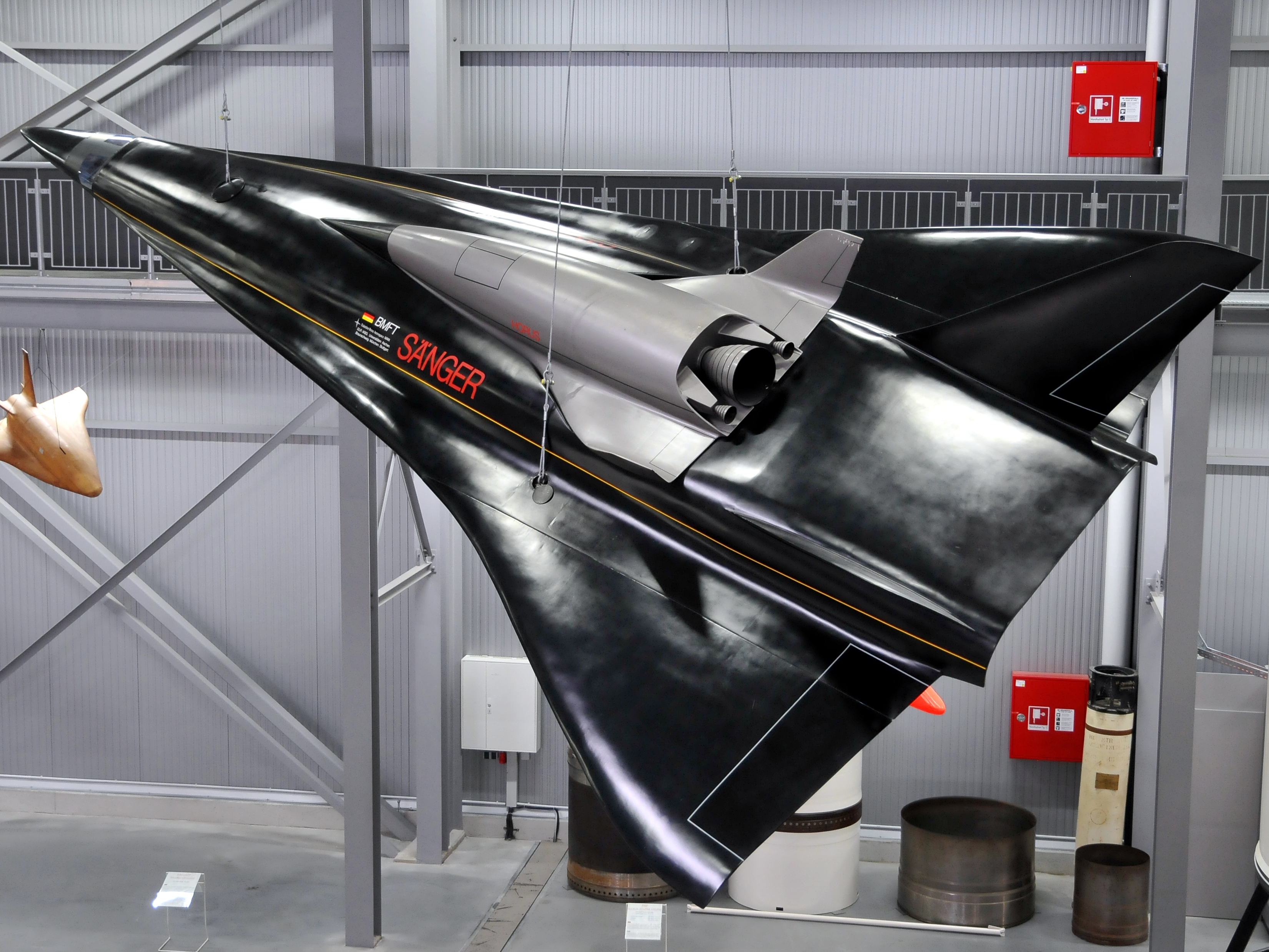
Modelo del concepto Sänger II en el Museo Técnico Speyer

Después del final de la guerra, Sänger trabajó para el gobierno francés y en 1949 fundó la Fédération Astronautique. Mientras permaneció en Francia, agentes soviéticos intentaron captarle. Stalin estaba intrigado por los informes que había recibido del diseño del Silbervogel y envió a su hijo Vasily y al científico Grigori Tokaty para convencer a Sänger de que se trasladara a la Unión Soviética, pero su mal tramado plan no tuvo éxito. También se ha hablado de informes en los que Stalin dio instrucciones al NKVD para secuestrarle.
En 1951 fue el primer Presidente de la Federación Internacional de Astronáutica.
Hacia 1954, Sänger había regresado a Alemania y tres años más tarde dirigía un instituto de investigación de propulsión a chorro en Stuttgart. Entre 1961 y 1963 actuó como asesor para la empresa Junkers en el diseño de un avión-espacial propulsado por estatorreactores, que nunca pasó del tablero de dibujo. Otras innovaciones teóricas de Sänger durante este periodo proponían utilizar fotones para propulsar astronaves interplanetarias e interestelares, avanzando los conceptos de la propulsión láser y de la vela solar.
En 1960 asistió a la República Árabe Unida en el desarrollo del misil balístico al-Zafir.
Murió en Berlín. La tumba de Sänger está localizada en el cementerio "Alter Friedhof" en Stuttgart-Vaihingen. 
Su trabajo en el Silbervogel probaría su importancia en desarrollos posteriores, que se inspiraron en su revolucionario diseño, como los X-15, X-20 Dyna-Soar, y finalmente, los programas del Transbordador Espacial.

## Honores
- Miembro honorario de numerosas sociedades para la Investigación Espacial en Alemania, Gran Bretaña, Austria, los Estados Unidos de América, Noruega, Suecia, Suiza, Argentina e Italia.
- Elegido Socio Honorario de la Sociedad Interplanetaria Británica (B.I.S.) en 1949[5]
- Medalla Hermann Oberth por servicios en la investigación aeroespacial
- Cruz Austriaca de Honor para la Ciencia y el Arte, 1.ª clase
- Comendador de la Orden del Mérito para la Investigación y la Invención, París
- Medalla Gagarin de Oro de la Asociación Internacional del Hombre en el Espacio, Roma
- Medalla de Oro de la Feria de Milán
- Sängergasse (callejón Sänger), nombrado en Viena Simmering (11.º Distrito) (1971)

## Eponimia
- El cráter lunar Saenger lleva este nombre en su memoria.[6]

### Libros e informes técnicos
- Zur Mechanik der Photonen-Strahlantriebe. München,: R. Oldenbourg. 1956. p. 92.München,: R. Oldenbourg. p. 92.
- Zur Stahlungsphysik der Photonen-Strahlantriebe und Waffenstrahlen. München: R. Oldenbourg. 1957. p. 173.München: R. Oldenbourg. p. 173.
- Rocket Flight Engineering. (Washington, 1965): NASA Tech. Trans. F-223. 1933.
- Sänger, Eugen (agosto de 1944). «A Rocket Drive For Long Range Bombers» (PDF). Astronautix.com. Consultado el 17 de enero de 2008.
- Saenger, Hartmut E y Szames, Alexandre D, Del Silverbird a Viajes Interestelares, IAC-03-IAA.2.4.Un.07.
- Space Flight: Countdown for the Future. New York: McGraw-Hill. 1965.Nueva York: McGraw-Cerro.
- TARGET: AMERICA : Hitler's Plan to Attack the United States. Praeger. 2004. ISBN 0-275-96684-4.
- Women in Space – Following Valentina. Springer. 2005. ISBN 1-85233-744-3.

### Lecturas relacionadas
- Westman, Juhani (2006). «Global Bounce». Archivado desde el original el 9 de octubre de 2007. Consultado el 17 de enero de 2008.
- Wade, Mark. «Eugen Albert Saenger». Astronautix.com. Archivado desde el original el 13 de octubre de 2007. Consultado el 17 de enero de 2008.

- Datos: Q78750
- Multimedia: Eugen Sänger / Q78750